# Zuzela

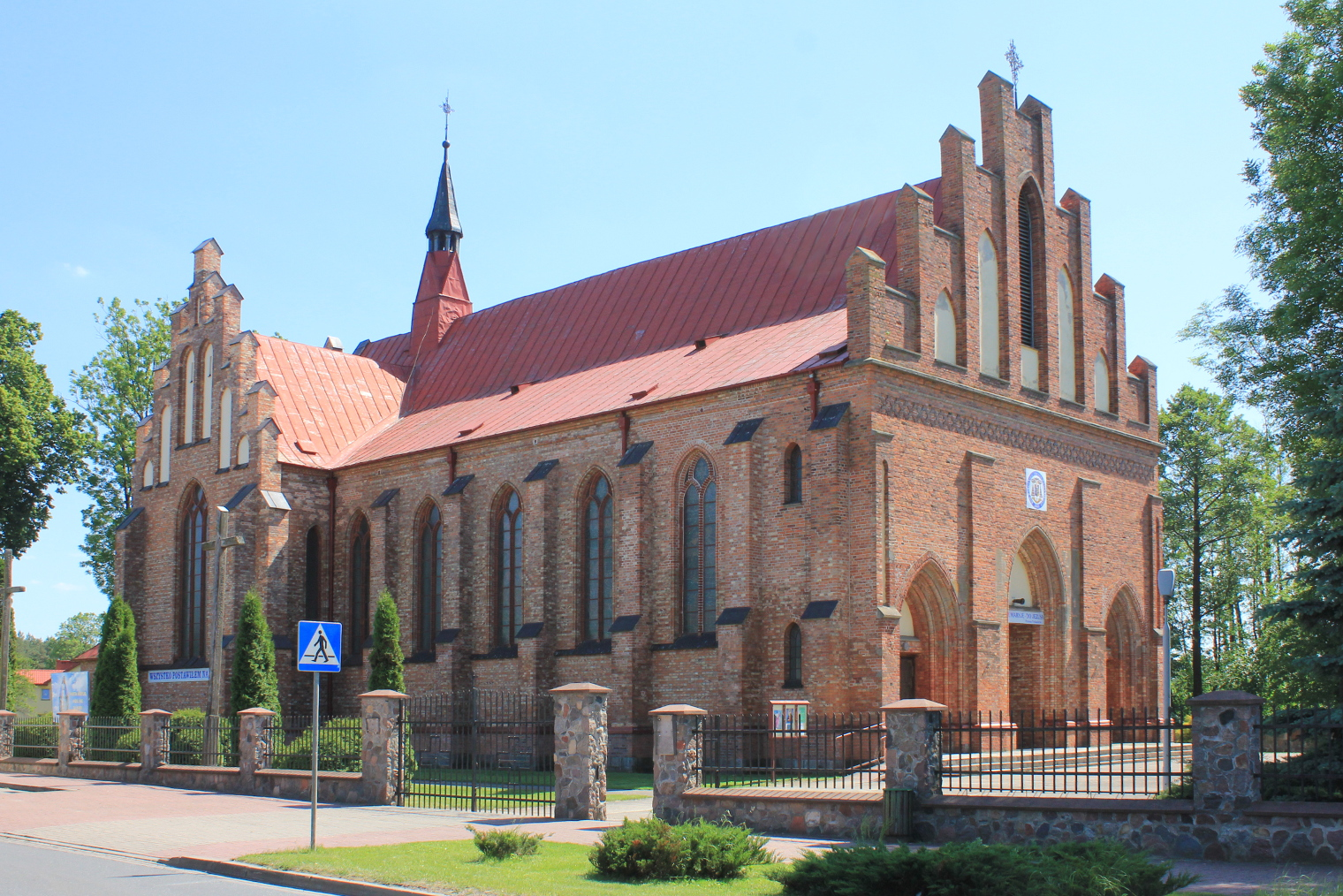
Kościół Przemienienia Pańskiego

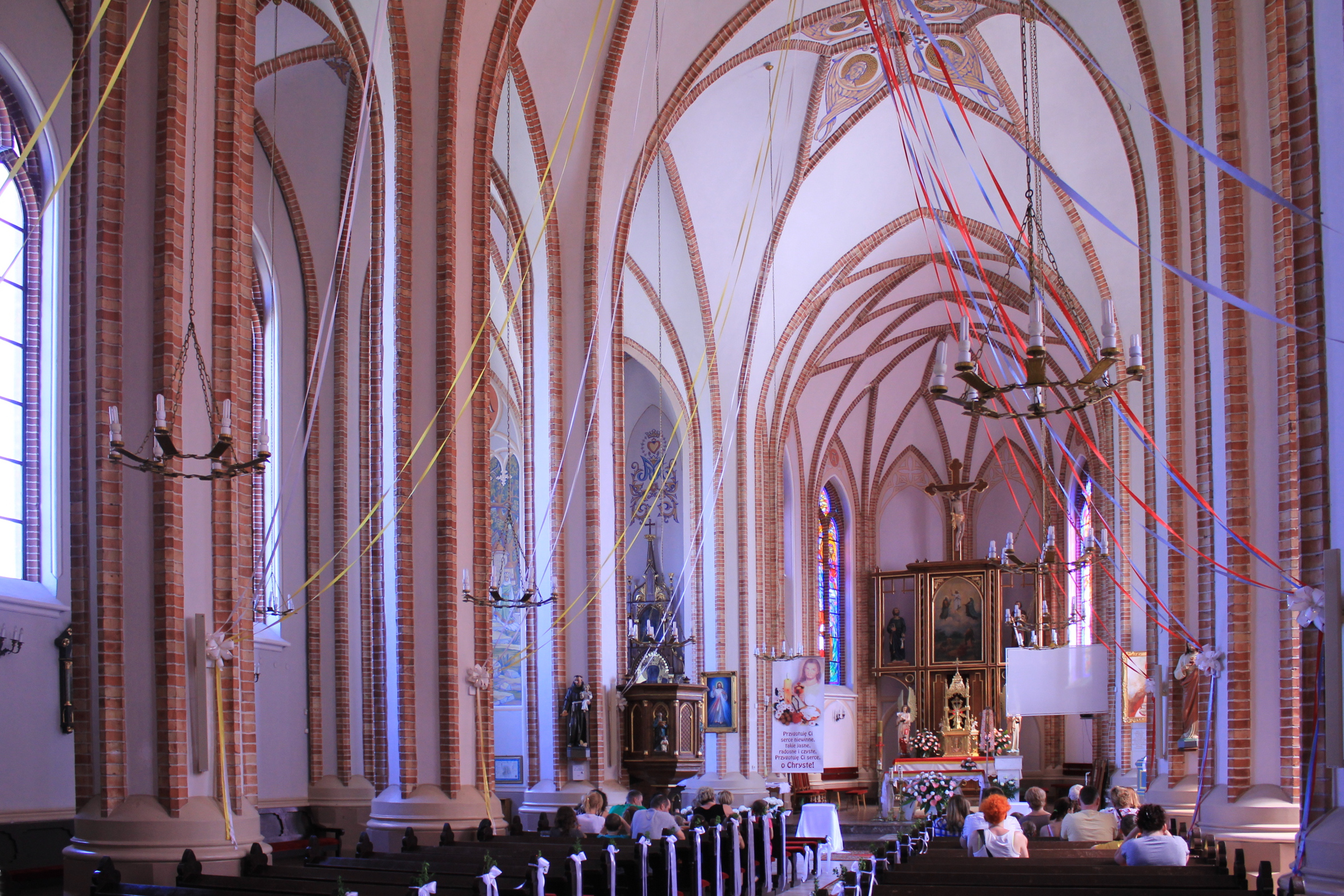
Wnętrze kościoła

Zuzela – wieś sołecka w Polsce położona w województwie mazowieckim, w powiecie ostrowskim, w gminie Nur.
Wieś duchowna położona  była w drugiej połowie XVI wieku w powiecie nurskim ziemi nurskiej województwa mazowieckiego. W latach 1975−1998 miejscowość administracyjnie należała do województwa łomżyńskiego.
Obok miejscowości przepływa rzeczka Pukawka, dopływ Bugu.
Miejscowość jest siedzibą parafii rzymskokatolickiej Przemienienia Pańskiego, należącej do metropolii białostockiej, diecezji łomżyńskiej, dekanatu Czyżew.

## Historia

### Historia miejscowości
Znaleziska archeologiczne świadczą o zasiedleniu tej ziemi w czasie neolitu. Inne z wczesnego średniowiecza mogą wskazywać, iż miejscowa ludność zajmowała się prymitywnym hutnictwem. Pośrednio mówi o tym również nazwa miejscowości, która według językoznawców powstała od słowa żużel/zuzel.
Wieś wzmiankowana w najstarszym inwentarzu dóbr biskupstwa płockiego. Pierwszy zapis- Zorzola pochodzi z 1161 roku. Wtedy to Henryk, książę mazowiecki nadał ją klasztorowi Kanoników Regularnych z Czerwińska. Kolejne wzmianki pochodzą z 1203 (Svssola) i 1240 (Suzola). W tym czasie notuje się tu istnienie kościoła.
W roku 1254 dalej należy do opactwa kanoników w Czerwińsku. W XIV wieku po najazdach Jaćwingów i Litwinów ponownie zwrócona temu klasztorowi. Podlegała opiece kasztelanii w Kamieńczyku, zwanego wtedy Kamieńcem. W nieznanym czasie obdarzona rzekomo prawami miejskimi. Do roku 1796 w posiadaniu klasztoru czerwińskiego.
Po III rozbiorze Zuzela wraz z całą ziemią nurską znalazła się w granicach tzw. Prus Nowowschodnich. W roku 1797 dobra zakonne zostały odebrane przez państwo pruskie. Jednak miejscowi proboszczowie do roku 1865 posiadali własne grunty.
- Liczba domów i mieszkańców wioski w XIX i XX w.:
  - 1817 − 13 domów i 93 mieszkańców
  - 1827 − 13 domów i 90 mieszkańców
  - 1891 − 32 domy i 306 mieszkańców
  - 1906 − 44 domy i ponad 400 mieszkańców
  - 1921 − 59 domów i ponad 355 mieszkańców

W ostatnich latach XIX wieku powstała w Zuzeli szkoła powszechna. W okresie międzywojennym działał tu sklep spożywczy należący do J. Rutkowskiego.

### Historia kościoła
Pierwszy kościół powstał w Zuzeli na początku XIII w. Jednak po najazdach Jaćwingów i Litwinów wieś przestała istnieć.
W 1406 r. wzmiankowany kościół św. Mikołaja. W 1448 roku biskup płocki Paweł Giżycki odnowił parafię, a uposażył opat zakonny Rafał. Parafia obejmowała obszar z obu stron rzeki Bug. W roku 1449 część ziem parafii znalazła się w obrębie nowo utworzonej w Zarębach Kościelnych.
Kościół pw. św. Trójcy wzmiankowany w roku 1480. Kościół pw. św. Trójcy i św. Leonarda wymieniany w 1609 r., kolejny, drewniany wzniesiony w 1726 r. z inicjatywy Jana Słomczewskiego kanonika regularnego, konsekrowany w roku 1792. W 1726 roku powstał drewniany kościół pod wezwaniem Przemienienia Pańskiego.
Do plebana należała pewna grupa chłopów. Według danych z 1802 roku chłopami plebańskimi byli: Jan Gałązka, Szymon Jarząbek, Paweł Pruszyński, Wawrzyniec Rybaczek, Kazimierz Borkowski.
Obecny kościół neogotycki wzniesiony w latach 1908-1913. W roku 1944 kościół uległ częściowemu zniszczeniu. Odbudowany w kilku etapach do 1967 r. Do najcenniejszego wyposażenia wnętrza kościoła należy renesansowy kielich z 1642 r., późnorenesansowy, srebrny krzyż ołtarzowy z 1604 r., rokokowa monstrancja i gwiazda orderowa z XVIII w. oraz ornat zdobiony kolumną wykonaną z brokatu aksamitnego z XVI w.
Podczas Mszy św. dziękczynnej w kościele pw. Przemienienia Pańskiego w Zuzeli, w niedzielę 12 września 2021 r., bp Janusz Stepnowski, ordynariusz diecezji łomżyńskiej, ogłosił ustanowienie tegoż kościoła sanktuarium bł. Stefana Wyszyńskiego.

## Obiekty zabytkowe
- zespół sakralny kościoła parafialnego pw. Przemienienia Pańskiego wzniesiony w latach 1908−1913 według projektu Józefa Piusa Dziekońskiego
- drewniana dzwonnica z 1. ćw. XX w.
- rzymskokatolicki cmentarz parafialny z licznymi grobowcami pochodzącymi z końca XIX w., m.in.: Tomasza Kaczorowskiego z 1865 r., Błażeja Godlewskiego z 1865 r., Jedlińskich z 1893 r.
- budynek drewniany szkoły powszechnej istniejący już w 1900, do której później uczęszczał pochodzący z Zuzeli kardynał Stefan Wyszyński. Obecnie mieści się w nim muzeum poświęcone bł. kardynałowi Wyszyńskiemu[8].

## Urodzeni w Zuzeli
- Jan Jórczak (1905–1983) – szewc, działacz komunistyczny i związkowy
- Janina Miłosz, z domu Dłuska (1909−1986) − filmowczyni i pierwsza żona Czesława Miłosza[10]
- Andrzej Sidor (1933-2016) – lekarz i polityk
- Stefan Wyszyński (1901−1981) – arcybiskup, metropolita warszawsko-gnieźnieński, kardynał, prymas Polski, ogłoszony błogosławionym, w dniu 12 września 2021 roku.